# Clan Anderson
Il Clan Anderson è un clan scozzese delle Lowlands (Basse Terre). Poiché attualmente il clan non ha un capo riconosciuto dalla Corte del Lord Lyon, è quindi considerato un clan armigero. Tuttavia, le varianti del cognome sono considerate ceppi di diversi altri clan delle Highlands scozzesi: il cognome MacAndrews è considerato un ceppo del Clan Mackintosh e della più ampia Confederazione del Clan Chattan. Il Clan Anderson è inoltre associato al Clan MacDonell di Glengarry. I cognomi Andrew e Andrews sono anch’essi considerati ceppi del Clan Ross.

## Storia

### Origini
Poiché Sant'Andrea è il santo patrono della Scozia, il cognome Anderson, che significa "figlio di Andrew", è comunemente diffuso in gran parte del paese.  La derivazione in gaelico scozzese del nome è Gilleaindreas, che significa "servitore di Andrew". Lo storico scozzese Ian Grimble afferma che, sebbene siano state concesse delle armi a un Anderson di quel ramo nel sedicesimo secolo, non è possibile stabilire un luogo di origine preciso, poiché il nome è così diffuso.

### XVI e XVII secolo
Lo storico George Fraser Black riporta che membri della famiglia Anderson erano borghesi di Peebles, così come della contea di Dumfries. Nel 1585, John Anderson fu commissario al Parlamento per Cupar. Alexander Anderson, nato nei pressi di Aberdeen, fu un famoso matematico che si stabilì successivamente a Parigi, dove pubblicò opere di algebra e geometria. Un suo parente, David Anderson di Finshaugh, anch'egli scienziato, è noto per aver rimosso, grazie all'applicazione della scienza e della meccanica, una roccia che ostruiva l'ingresso del porto di Aberdeen. Sua moglie, Jean Anderson, fu una nota filantropa.

### XIX e XX secolo
Nel 1863 William Anderson pubblicò la sua famosa storia biografica del popolo scozzese, The Scottish Nation, in tre volumi. In quest'opera elogiò il già menzionato rimuovitore di rocce, David Anderson, affermando che fosse abbastanza ricco e generoso da fondare e finanziare un ospedale ad Aberdeen per il mantenimento e l'educazione di dieci orfani poveri, anche se fu Jean Anderson (insieme ai suoi parenti) a fare quella donazione dopo la sua morte.
Nel XX secolo, il nome è ricordato per i celebri rifugi Anderson, un tipo di rifugio antiaereo progettato da John Anderson, I visconte Waverley, durante la Seconda guerra mondiale.

## Società del Clan
La Clan Anderson Society è un'organizzazione nordamericana dedicata alla conservazione della storia e del patrimonio del Clan Anderson. Fondata nel 1973, è attiva in tutto il continente. L'attuale capo del clan (Chieftain) è Hope Vere Anderson, Barone di Bannockburn.
La società mantiene una sala del clan e un’esposizione archivistica presso Wyseby House a Kirtlebridge, nel Dumfriesshire, in Scozia. Questa struttura funge da centro per le attività della società e conserva importanti documenti storici e manufatti legati al clan.
Nel 2014, la Clan Anderson Society ha ricevuto uno stemma ufficiale dalla Court of the Lord Lyon, l'autorità araldica della Scozia. Il disegno dello stemma presenta il motto del clan: "WE STAND SURE" ("Noi restiamo saldi"). Nello stesso anno, il Lord Lyon, re d'arme, dottor Joseph Morrow, ha consegnato le lettere patenti per lo stemma alla società durante i Loch Norman Highland Games in Carolina del Nord.

## Rami cadetti
Poiché il clan non è mai riuscito a proclamare un capo ufficiale, non esistono rami cadetti riconosciuti per questo clan. Tuttavia, le principali famiglie sono state identificate come: Anderson di Ardbrake e Westerton (il cui stemma è utilizzato dagli Anderson come distintivo del clan), Anderson di Kinneddar (discendente del ramo di Ardbrake), Anderson di Noth, Anderson di Newbiggin e Kingask, Anderson di Dowhill e Stobcross, Anderson di Linkwood, Anderson di Inchyra e Stonyhill, Seton-Anderson di Mounie e Anderson di Candacraig.

## I MacAndrew delle Highlands
Nelle Highlands scozzesi, il cognome MacAndrew è considerato un sept (ramo o famiglia associata) del Clan Mackintosh o della Confederazione Chattan, e i MacAndrew erano anche associati al Clan MacDonell di Glengarry. I cognomi Andrew e Andrews sono anch’essi considerati sept del Clan Ross delle Highlands.